# Tre klaverstykker (Gade)
Tre klaverstykker (Drie pianostukken) is een compositie van de Deen Niels W. Gade. Het zijn drie werkjes voor piano solo uit Gades beginperiode als componist. De stukjes zijn niet bijzonder moeilijk te spelen. Dat zal waarschijnlijk liggen aan het feit dat Gade zelf geen pianist was maar violist. De drie werkjes zijn gedateerd door de componist, maar niet officieel uitgegeven.
De drie werkjes zijn:
- prestissimo in g-mineur, gedateerd 14 mei 1837
- idylle in F-majeur, gedateerd 26 mei 1837
- presto in cis-mineur, gedateerd 10 juli 1837